# Теплоозёрск
Теплоозёрск — посёлок городского типа в Облученском районе Еврейской автономной области России.
Население — 3502 жителя (перепись 2022 года).
Распоряжением Правительства РФ от 29 июля 2014 года № 1398-р «Об утверждении перечня моногородов» посёлок городского типа включён в категорию «Монопрофильные муниципальные образования Российской Федерации (моногорода), в которых имеются риски ухудшения социально-экономического положения».

## География
Расположен в ≈97,43 км к западу от областного центра — города Биробиджана, в ≈73,3 км к востоку от районного центра — города Облучье. В ≈1,5 км от реки Бира.
Посёлку соответствует железнодорожная станция Тёплое Озеро.

## История
Посёлок получил название от находящегося в ≈5,4 км к юго-востоку незамерзающего зимой озера — Тёплого. В XX веке в незамерзающее из-за бьющих холодных ключей в озеро на нерест из Охотского моря (через реку Амур) шла кета.
Станция Теплое озеро Дальневосточной железной дороги расположена в поселке Теплоозерск Облученского района Еврейской АО. Станция Теплое озеро открыта в 1915 г., и сразу стала принимать поезда. На берегу Тёплого озера в 1928 году построили Тепловский рыборазводный завод. К 1949 году начал образовывать населенный пункт вокруг неё вместе с открытием цементного завода в 1949 году.
Статус посёлка городского типа — с 1958 года.

## Население
| 1959  | 1970  | 1979  | 1989  | 1992  | 2002  | 2009  |
| ----- | ----- | ----- | ----- | ----- | ----- | ----- |
| 7504  | ↘6562 | ↘6485 | ↘5775 | ↗5900 | ↘5124 | ↘4953 |
| 2010  | 2011  | 2012  | 2013  | 2014  | 2015  | 2016  |
| ↘4311 | ↘4286 | ↘4162 | ↘4070 | ↘3977 | ↘3877 | ↘3771 |
| 2017  | 2018  | 2019  | 2020  | 2021  | 2023  |       |
| ↘3735 | ↘3669 | ↘3586 | ↘3548 | ↘3540 | ↘3481 |       |

## Экономика
Градообразующее предприятие — Теплоозёрский цементный завод (ОАО «ТЦЗ»)
- Теплоозёрский РЭС ЭС ЕАО (Электрические сети Еврейской автономной области) ПАО ДРСК (Дальневосточная распределительная сетевая компания)
- Деревоперерабатывающее предприятие со стопроцентным иностранным капиталом «Хуа Синь»
- ЭЧ-1
- ПЧ-2
- Частные магазины

Теплоозёрское городское поселение является высокодотационным. Решается вопрос о присоединении к нему другого дотационного муниципального образования — Лондоковского городского поселения.
Начиная с 1997 года поселковая котельная испытывает постоянные трудности, на предприятии проблемы с оборудованием. О бедственном положении в дальневосточном посёлке цементников регулярно рассказывали на Первом канале, России, ТВ Центре, НТВ. Проблема не решена до сих пор и начались проблемы с тарифами на отопление.
В настоящее время значительная часть жилого фонда находится в плачевном состоянии — многоквартирные дома на улицах Лазо, Калинина, Вокзальная. Некоторые дома заброшены. Сети водоснабжения в посёлке давно капитально не ремонтировались — в ряде домов поступает грязная вода.
23 июля 2018 г. Администрация Еврейской Автономной Области заявила, что на встрече, организованной Фондом развития моногородов, было принято решение о реализации в Теплоозёрске проектов по производству питьевой воды, тонизирующих напитков и рыборазведению. Общий объём инвестиций — более 250 миллионов рублей, планируется создать около 40 рабочих мест.
Посёлок в последнее принято считать «разрушающимся» из-за стремительно понижающегося уровня населения, однако это не совсем так. Жизнь в посёлке есть, люди не уезжают навсегда. Это говорит и пассажиропоток на станции Тёплое Озеро.

## Образование
- МБОУ «СОШ № 18 п. Теплоозёрск»

## Экология
По словам Евгения Сысоева, заместителя генерального директора завода в посёлке существует проблема с экологией: «В посёлке существуют проблема с экологией. Сейчас мы проработали вопрос и доказываем своему руководству средства, которые позволят провести реконструкцию одного из фильтров, а дальше последовательно и остальных фильтров наших печей». При этом вода в озере достаточно чистая из-за постоянного притока горных ключей. Но всё же, ситуация в посёлке продолжает быть не на высшем уровне.

## Медицина
- «Центральная Районная Больница п. Теплоозёрск»

## Религия
- Православный приход «Сретение Господне». Приход открыт в 1995 году в здании бывшего ДС № 3.

## Достопримечательности
Памятник японским военнопленным, которые в 40-х годах прошлого века строили Теплоозёрский цементный завод. Памятник располагается недалеко от «ЦРБТ п. Теплоозёрск», которая была построена в непосредственной близости от «японского кладбища», где хоронили бывших солдат Квантунской армии.